# Матинела (Салерно)
Матинела (итал. Matinella) је насеље у Италији у округу Салерно, региону Кампанија.
Према процени из 2011. у насељу је живело 1887 становника. Насеље се налази на надморској висини од 40 м.